# Karolus Magnus et Leo Papa

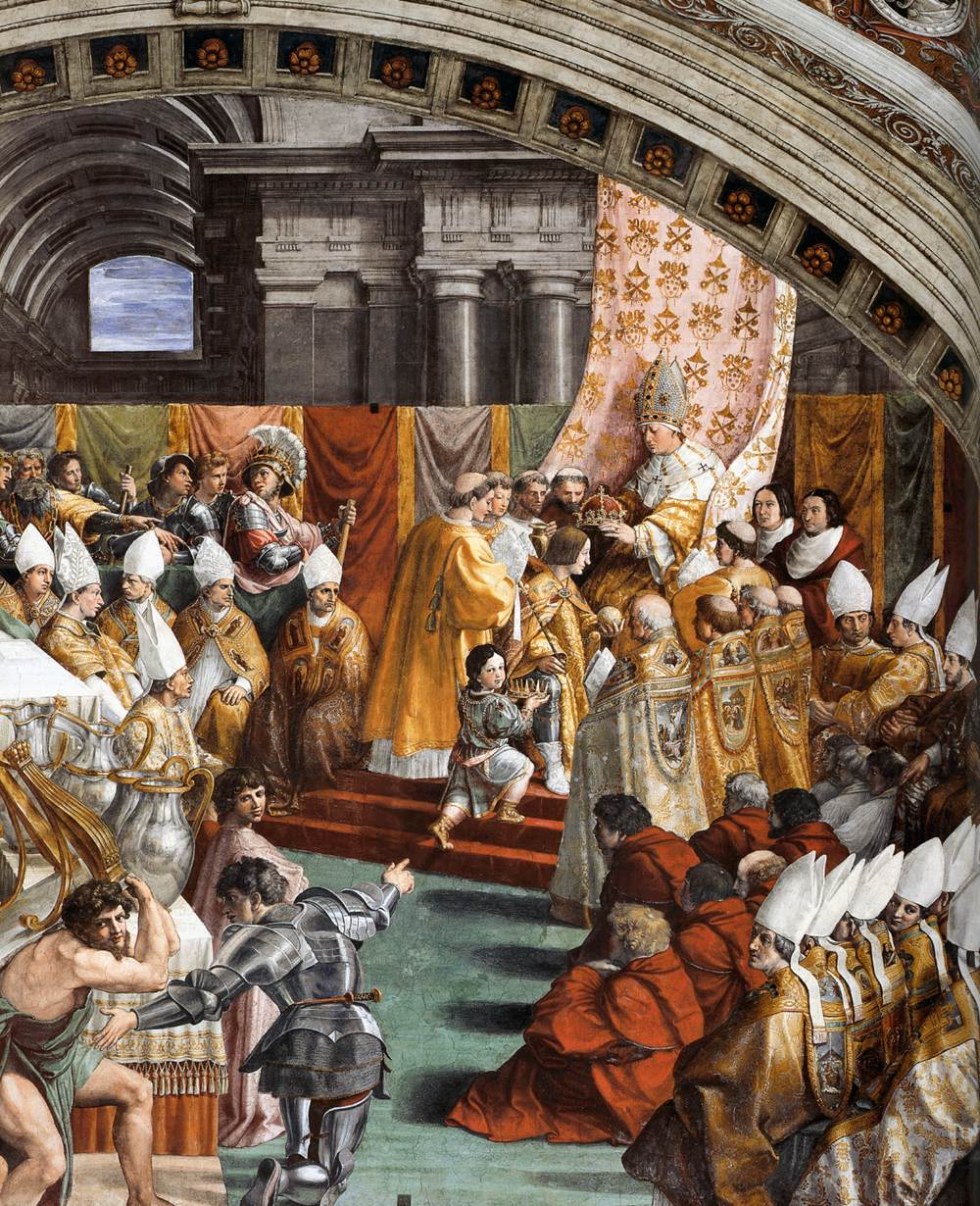
Raffaello Sanzio, Incoronazione di Carlo Magno (1516-1517)

Il Karolus Magnus et Leo Papa (anche noto come De Karolo Rege et Leone Papa, Epos di Paderborn o Epos d’Aquisgrana) è un poema epico carolingio anonimo in 536 esametri; composto in lingua latina, è incentrato sull’incontro tra Carlo Magno e papa Leone III avvenuto a Paderborn nel 799, primo passo del percorso che avrebbe condotto all'incoronazione di Carlo a imperatore.

## Trama
Il poema si apre con una dichiarazione dell’autore anonimo, che, collegando metaforicamente l’opera di composizione poetica a un viaggio in nave (come farà Dante nel celebre incipit del Purgatorio), afferma di essere pronto per imbarcarsi una terza volta; la nave è diretta dove brilla il faro dell’Europa, Carlo Magno, oggetto di un lungo ritratto encomiastico (vv. 1-90). Il re dei Franchi è fotografato mentre da una posizione sopraelevata osserva e dirige i lavori per la costruzione di Aquisgrana, nuova sede della sua corte (v. 91-136). Il poeta passa quindi a descrivere una battuta di caccia di Carlo nella riserva che sorge nelle vicinanze, rappresentando minuziosamente tanto la natura e la fauna del luogo quanto il sovrano e i numerosi personaggi del corteo che lo accompagna (vv. 137-313). Conclusa la caccia, viene organizzato un fastoso banchetto, ma nella notte Carlo ha un sogno premonitore che gli mostra papa Leone III ferito e in lacrime. Invia quindi a Roma dei missi dominici per accertare l’accaduto, mentre lui si reca in Sassonia, dove è impegnato in una campagna militare finalizzata alla cristianizzazione delle tribù locali (vv. 314-341). Giunti a Roma, i missi scoprono che il pontefice è stato vittima di un agguato in cui ha perduto gli occhi e la lingua, ma che è anche riuscito a salvarsi e, guarito miracolosamente, a rifugiarsi presso il duca di Orvieto. Informato da quest’ultimo della presenza dei funzionari franchi, Leone li fa convocare e chiede loro di essere accompagnato da Carlo per mettersi sotto la sua protezione. Il sovrano franco è nel frattempo giunto a Paderborn e, messo a conoscenza della situazione, manda incontro al papa il figlio Pipino insieme a cento soldati (vv. 342-462). L’incontro tra Carlo e Leone è descritto in tutta la sua scenografia e occupa la sezione finale dell’opera, prima che il racconto si chiuda con il sovrano che si ritira nelle sue stanze e il pontefice che rientra nel suo accampamento dopo un altro sfarzoso banchetto (vv. 462-536).

## Tradizione manoscritta, edizioni e fortuna dell’opera
Il testo è arrivato a noi trasmesso da un solo manoscritto, un miscellaneo oggi conservato a Zurigo (Zürich, Zentralbibliothek, C. 78), in una sezione prodotta nel secolo IX presso il monastero di San Gallo; Francesco Stella osserva che il testo (conservato dai fogli 103v-114v, già diviso in capitoli e rimasto a San Gallo fino al Settecento) è molto vicino a quello originale, ma presenta degli errori che impediscono d’ipotizzare che sia esso stesso l’originale.
L’editio princeps del testo è curata nel 1604 da Canisius; la prima edizione critica è approntata nel 1832 da Joseph C. Orelli. Nel 1881 viene data alle stampe una seconda edizione critica ad opera di Ernst Dümmler, impostasi negli anni come riferimento. La più moderna edizione viene infine realizzata da Franz Brunhölzl nel 1966 e ristampata nel 1999 in allegato a un volume di Wilhelm Hentze.
L’interesse moderno per il Karolus Magnus et Leo Papa (KMLP) sembra essere dovuto a indagini di natura storica, mirate a rintracciare in ambito carolingio le origini della moderna concezione di Europa unita (particolarmente significativo sarebbe l’epiteto di “Pater Europe” attribuito a Carlo), più che a una riscoperta del suo valore sul piano letterario. Parlare di riscoperta si direbbe anzi inadeguato in partenza: il testo sembra avere riscosso scarsa fortuna anche presso i contemporanei (probabile causa della perdita di tutti gli altri testimoni, quasi certamente esistiti, oltre che dell’assenza di riferimenti che possano permetterci d’identificare in modo incontrovertibile l’autore). Per la precisione, Ermoldo Nigello è l’unico autore a riprendere il KMLP, circa vent’anni dopo la sua composizione: nel IV libro del Carmen Elegiacum in Honorem Hludovici Christianissimi Caesaris Augusti (un poemetto dedicato a Ludovico Il Pio), Ermoldo ne recupera infatti vari elementi (stilistici più che tematici), tra cui spicca una scena di caccia esemplata su quella che vede protagonista Carlo all’inizio del KMLP.

## Criticità: autore, datazione e completezza del testo
L’assoluto anonimato che circonda la figura dell’autore del KMLP ha spinto molti studiosi a mettersi alla ricerca di elementi utili alla sua identificazione. La storia degli studi ha visto ascrivere l’opera a quasi tutti gli esponenti della prima generazione di poeti carolingi, incluse personalità di primissimo piano come Alcuino, Teodulfo e Angilberto. Nella sua edizione critica del 1832, Orelli osserva che una nota (aggiunta in seguito) al manoscritto lo attribuisce a un certo Elperico: sembra però improbabile si tratti di Elperico di Auxerre, l’unico autore con quel nome a noi noto, e nessuno è finora riuscito a spiegare questa bizzarra attribuzione. Alla luce del grande spazio che il testo riserva alla descrizione dei personaggi femminili (unicum nella letteratura carolingia), in un suo lavoro del 2012 Helene Scheck ipotizza che il KMLP sia stato composto da una delle donne della famiglia reale franca, ma è lei stessa a definire il suo ragionamento “pure conjecture”. Dieter Schaller fa risalire il testo alla penna di Eginardo: nonostante non ci sia giunto nessuno scritto che giustifichi queste lodi, l’autore della Vita Karoli viene infatti celebrato come poeta da alcuni contemporanei. Tra questi spicca Modoino di Autun, che cita l’esistenza di poesie di Eginardo in alcuni passi delle sue ecloghe, tradizionalmente datate tra l’804 e l'814. In un articolo del 1981 Roger P. H. Green (e prima di lui Dietmar Korzeniewski), smentisce però questa datazione e fa risalire la composizione delle ecloghe di Modoino all’801, facendo così crollare anche l’ipotesi di Schaller (o perlomeno gli indizi a suo favore): Schaller stesso sostiene infatti che il KMLP sia successivo all’incoronazione di Carlo Magno (25 dicembre 800), dal momento che il sovrano viene definito ”augustus”, proponendo quindi una datazione tra l’801 e l’804 (precedente cioè, dal suo punto di vista, alle ecloghe, le cui somiglianze col KMLP sarebbero frutto d’imitazione); è quindi chiaro che, retrodatando le ecloghe a un periodo in cui il KMLP non era ancora stato composto, le parole di Modoino su Eginardo non potevano riferirsi al poemetto. Francesco Stella nota che l’attributo “augustus” è tuttavia presente anche in testi sicuramente precedenti e contesta la datazione, ponendosi sulla scia di Helmut Beumann e Franz Brunhölzl, secondo cui la composizione del poemetto sarebbe da far risalire al 799, contemporanea agli eventi che narra; elementi cogenti in questo senso sarebbero i mancati riferimenti al reinsediamento di Leone a Roma e alla morte della regina Liutgarda. Edoardo D'Angelo obietta però che, se il KMLP risalesse davvero al 799, il suo autore avrebbe incredibilmente previsto in modo corretto tutti gli sviluppi successivi nel rapporto tra Carlo Magno e il papa.

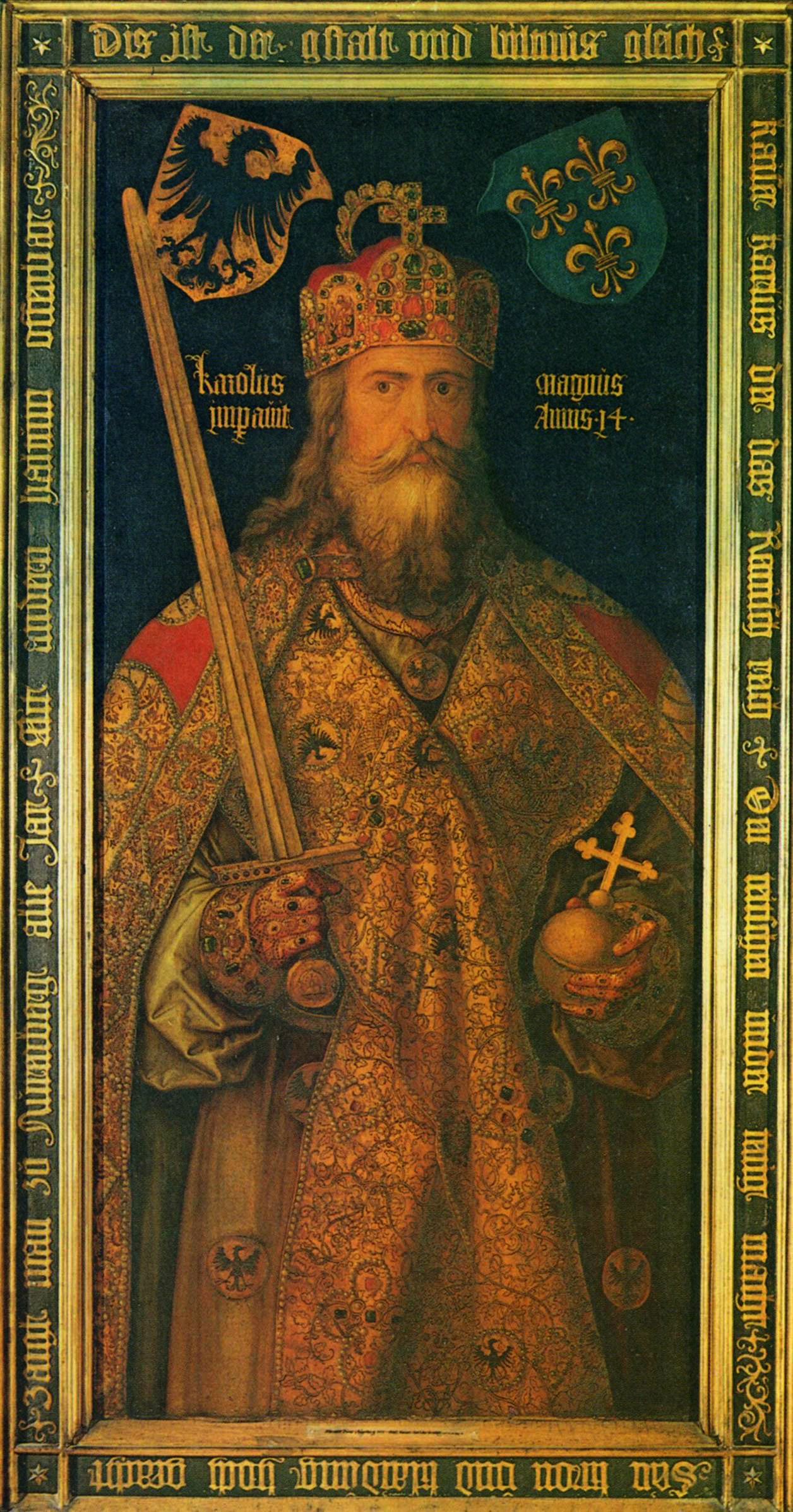
Albrecht Dürer, L'imperatore Carlo Magno (1511-1513)

Stella individua proprio in Modoino l’ipotesi autoriale maggiormente difendibile. Sulla scorta dei già citati Green e Korzeniewski, lo studioso analizza minuziosamente i numerosi punti in comune tra il KMLP e le ecloghe: le coincidenze tematiche, stilistiche e linguistiche tra le due opere si rivelano sorprendenti e quasi impossibili da ricondurre alla semplice imitazione, peraltro improbabile nei confronti di un autore minore come il vescovo di Autun, almeno a livelli così profondi. I testi condividono, scrive Stella, “non solo espressioni, formule, iuncturae, combinazioni topiche, ma caratteristiche fondamentali sul piano ideologico, come la fede nella nova Roma, sia sul piano strutturale, come l’accenno ai due libri nel proemio, la similitudine del re con il sole e quella dei lavori per la costruzione di Aquisgrana con l’attività delle api, l’affectatio modestiae in polemica con i poeti più anziani, e molte espressioni anche rare”.
L’accenno proemiale qui citato ha generato discussioni anche riguardo alla completezza del testo. Se per Stella è chiaro che le “geminae procellae” del v. 3 corrispondano ai “gemini libelli” delle ecloghe, l’opinione più corrente è quella espressa da Schaller, secondo cui l’espressione si riferisce a due libri precedenti all’interno del KMLP, che consisterebbe quindi in quattro libri. Schaller e, accettando la sua ipotesi, Scheck intravedono nella struttura complessiva del KMLP un percorso che andrebbe dall’ascesa di Carlo (primi due libri) alla sua incoronazione (libro quarto). Gustavo Vinay sostiene che il testo manchi dei collegamenti sempre presenti in un frammento estratto dal suo contesto e che, in ogni caso, dovrebbe essere trattato solo in relazione a quello che ci è noto. Rispetto agli ultimi due versi del testo, che offrono un breve riassunto dell’opera, Schaller afferma che siano stati aggiunti in seguito da un lettore, mentre Brunhölzl li interpreta come una chiusa dell’opera, che sarebbe quindi intera e conclusa.
Ad oggi non si hanno prove definitive a sostegno dell’una o dell’altra tesi. Quel che è certo è che la questione della completezza dell’opera ha messo in discussione anche il suo titolo. Se infatti il classico Karolus Magnus et Leo Papa sembra essere stato definitivamente accantonato in favore del più aderente De Karolo Rege et Leone Papa (l'attributo "Magnus" non appare mai nel testo, a differenza dell'espressione "Rex Karolus"), chi non ritiene il KMLP un’opera conclusa sottolinea come entrambi questi titoli non rispecchierebbero la vera natura del testo completo; per questo si tende oggi a identificare l’opera con le meno circostanziate intestazioni Epos di Paderborn (in riferimento al villaggio sede dell’incontro tra Carlo Magno e Leone III) o Epos di Aquisgrana (con uno sguardo decisamente rivolto a quella che si sospetta dovesse essere la struttura originale del poema).

## Modelli e caratteristiche

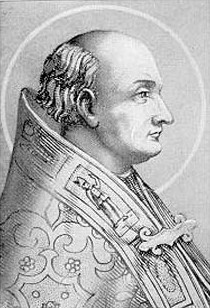
Papa Leone III

Il primo tra i modelli che l’autore del KMLP ha in mente è certamente Virgilio: la scena della costruzione di Aquisgrana, la "secunda Roma", è infatti fortemente esemplata su quella analoga della costruzione di Cartagine nel libro I dell’Eneide, così come la riserva di caccia carolingia ricorda molto da vicino quella che ospita Enea e Didone nel libro IV. Echi virgiliani e ovidiani affiorano in realtà lungo tutto l’arco della narrazione, con particolare frequenza nella descrizione di Carlo Magno e del suo seguito diretti alla battuta di caccia e in quella della caccia stessa, dove però i numerosi richiami all’epica classica latina e greca (alcune espressioni virgiliane riprese qui sono a loro volta tratte dall’Iliade e dall’Odissea) sono sapientemente riadattati e ricombinati, oltre che tra loro, con la costante presenza del vero modello di queste due scene, Venanzio Fortunato. Il centinaio di versi dedicato alle figlie di Carlo Magno riprende infatti il De Virginitate, con il doppio intento di glorificare le donne della famiglia reale avvicinandole alla Vergine Maria, supremo modello di regalità femminile, e di creare un parallelo tra la gloria terrena e quella celeste; la scena di caccia riproduce invece in modo fedele quella della Vita Sancti Martini (sempre di Venanzio), alterandola però sensibilmente proprio grazie alla continua influenza di Virgilio e Ovidio, oltre che, caso rarissimo (riguarda solo l’autore del KMLP, Teodulfo e, se non coincide con l’autore stesso, Modoino), dalle Laudes Iustini di Corippo, che, qualora si accolga l’idea di un KMLP incompleto, proprio insieme alla Vita Sancti Martini fornirebbero anche il modello per la divisione in quattro libri.
La seconda parte del testo, quella in cui entra in scena papa Leone, pare nascondere una diversa fonte d’ispirazione poco considerata, secondo Edoardo D’Angelo: il continuo insistere sull’agguato subito dal pontefice e sulla natura miracolosa della sua guarigione (i versi a ciò dedicati occupano la bellezza del 9% del testo, percentuale che sale al 22% da quando l’argomento viene introdotto attraverso il sogno di Carlo) sarebbero qui nient’altro che lo svolgersi del tema neotestamentario del miracolo, caratterizzato appunto dalle continue ripetizioni nel testo del fatto prodigioso, a cui, come in questo caso, assistono sempre dei testimoni. Papa Leone, afferma D’Angelo riprendendo il titolo di un lavoro di Kristine Ratkowitsch, sarebbe quindi un alter Christus, vittima del Male incarnato nei suoi aggressori, da cui l’alter Aeneas Carlo, che sin dalla sua prima apparizione svetta su tutti letteralmente e metaforicamente, è destinato a salvarlo, come dimostra il sogno premonitore che avverte il re franco del pericolo e come anticiperebbe proprio la scena della caccia, in cui il sovrano uccide un cinghiale, uno dei simboli medievali per rappresentare Satana.

### Edizione critica
- De Karolo rege et Leone papa: der Bericht über die Zusammenkunft Karls des Grossen mit Papst Leo III. in Paderborn 799 in einem Epos für Karl den Kaiser, a cura di Hentze, W. - von Padberg, L. - Schwind, J.- Stork, H. – Brunhölzl, F., Paderborn, 1999

### Studi
- Andenna G. – Pegrari M., Carlo Magno: le radici dell'Europa, Roma, 2002
- Andersson T. M., Early Epic Scenery: Homer, Virgil, and the Medieval Legacy, New York-London, 1976
- Barbero A., Carlo Magno. Un padre dell'Europa, Bari, 2000
- Bertini F., La letteratura epica, in Il secolo di ferro: mito e realtà del secolo X: 19-25 aprile 1990, Spoleto, 1991, pp. 723–54
- Bisanti A., La poesia epico-storica mediolatina (secc. VI-X). Caratteri generali, consistenza del «corpus» e stato della ricerca, «Schede Medievali» 48, 2010, pp. 41–78
- Bullough, D. A., Europae Pater: Charlemagne and His Achievement in the Light of Recent Scholarship, «The English Historical Review» 85, 1970, pp. 59–105
- D’Angelo E., Carlo Magno e Leone III. Osservazioni sullo «Aachener Karlsepos», «Quaderni Medievali» 36, 1993, pp. 53–72
- Dick E. S., Epic Space in Historical Perspective: The Virgilian Argument, in «Res Publica Litterarum» 2, 1979, pp. 27–42
- Garrison, M., The Emergence of Carolingian Latin Literature and the Court of Charlemagne (780–814), in McKitterick, Rosamond, Carolingian Culture: Emulation and Innovation. Cambridge, 1994. pp. 111–40
- Godman P., The Poetic Hunt. From Saint Martin to Charlemagne’s Heir, in Charlemagneʼs heir: new perspectives on the reign of Louis the Pious (814-840), a cura di Collins R. e Godman P., Oxford, 1990, pp. 565–589
- Godman P., Il periodo carolingio, in Lo spazio letterario del Medioevo, a cura di Cavallo G. - Leonardi C.- Menestò E., Roma-Salerno 1995, III 339-73
- Green R. H. P., Modoin's Eclogues and the «Paderborn Epic», in «Mittellateinisches Jahrbuch» 16, 1981, pp. 43–53
- Hammer C. I., Christmas Day 800: Charles the Younger, Alcuin and the Frankish Royal Succession, «English Historical Review» 127, 2012
- Lapidge M., Two Notes on The “Medieval” Hexameter, in Ingenio Facilis. Per Giovanni Orlandi (1938-2007), a cura di Chiesa P. – Fagnoni A. M. – Guglielmetti R. E., Firenze, 2017, pp. 123–147
- Mayr-Harting, H., Charlemagne's Religion, In Am Vorabend der Kaiserkrönung: Das Epos "Karolus Magnus et Leo papa" und der Papstbesuch in Paderborn 799, a cura di Godman P: - Jarnut J.- Johanek P., Paderborn, 2002, pp. 113–24
- McKitterick, R., Charlemagne: The Formation of a European Identity, Cambridge, 2008
- Nelson, J. L., England and the Continent in the Ninth Century: IV, Bodies and Minds, «Transactions of the Royal Historical Society» 15, 2005, pp. 1–27
- Noble, T. F. X., Charlemagne and Louis the Pious: The Lives by Einhard, Notker, Ermoldus, Thegan, and the Astronomer, University Park, 2009
- Otter M., Renaissances and Revivals, in The Oxford Handbook of Medieval Literature, a cura di Hexter R. J. – Townsend D., Oxford, 2012, pp. 535–552
- Rio A, Waltharius at Fontenoy? Epic Heroism and Carolingian Political Thought, in «Viator» 46, 2 (2015), pp. 41–64
- Schaller D., La poesia epica, in Lo spazio letterario del Medioevo, 1: Il medioevo latino, vol. I, tomo II, Roma, 1993, pp. 9–42
- Scharer, A., Charlemagne's Daughters, in Early Medieval Studies in Memory of Patrick Wormald, a cura di Baxter S. D. – Karkov C. – Nelson J. L. – Pelteret D., Farnham, 2009, pp. 269–82
- Scheck, H., Nuns on Parade: Memorializing Women in Karolus Magnus et Leo Papa, in Reading Memory and Identity in the Texts of Medieval European Holy Women, a cura di Cotter-Lynch M. - Herzog B., Springer, 2012, pp. 13–38
- Stella, F., Autore e attribuzioni del 'Karolus Magnus et Leo Papa', in Am Vorabend der Kaiserkrönung: Das Epos "Karolus Magnus et Leo papa" und der Papstbesuch in Paderborn 799, a cura di Godman P: - Jarnut J.- Johanek P., Paderborn, 2002, pp. 19–33
- Stella F., La dinamica del consenso nelle lodi imperiali dei poeti carolingi e postcarolingi, in Dicere laudes. Elogio, comunicazione, creazione del consenso, a cura di Urso G., Pisa, 2011, pp. 359-381
- Stella F., Fortuna e marginalità del “Karolus Magnus et Leo Papa", in «Filologia Mediolatina» 23, 2016, pp. 23-57
- Tilliette J., Verse Style, in The Oxford Handbook of Medieval Literature, a cura di Hexter R. J. – Townsend D., Oxford, 2012, pp. 239-64
- Vinay G., Alto Medioevo latino: conversazioni e no, Napoli, 1978